# Pakinkari
Pakinkari är en ö i Finland. Den ligger i Bottenviken och i kommunen Karleby i den ekonomiska regionen  Karleby i landskapet Mellersta Österbotten, i den nordvästra delen av landet. Ön ligger omkring 32 kilometer nordöst om Karleby och omkring 440 kilometer norr om Helsingfors.
Öns area är 6 hektar och dess största längd är 480 meter i sydöst-nordvästlig riktning. I omgivningarna runt Pakinkari växer i huvudsak blandskog.